# عهد جدید
عهد جدید یا پیمان نو بخش دوم کتاب مقدس مسیحی است که به قلم نویسندگان مختلفی نوشته شده‌است و به زندگی عیسی و پیروانش و تاریخ مسیحیت در سدهٔ یکم می‌پردازد. مسلمانان معمولاً به این مجموعه کتب انجیل می‌گویند.
عهد جدید در همهٔ مذاهب مسیحی معاصر شامل ۲۷ کتاب، از جمله چهار انجیل اصلی لوقا، مَتّی، مَرقُس و یوحنّا، است و بقیهٔ آن شامل رساله‌های منسوب به حواریون مسیح و کتابِ اعمال رسولان و مکاشفات یوحنا است. بخش اول کتاب مقدس مسیحی را عهد عتیق می‌نامند که بر تَنَخ استوار است.
عهد جدید به پیمانی اشاره دارد که آغازگر دورهٔ جدیدی از ارتباط خداوند با انسان است. خداوند طبق این پیمان، شریعتی را که از طریق موسی عطا کرده بود، برداشت و ایمان به مسیح را شرطِ بخشایش گناهان انسان و رستگاری او قرار داد. نشانه و در حقیقت اصل محوری این پیمان، بخشش همهٔ گناهان به واسطهٔ قربانی شدن عیسی مسیح (یعنی صورت بشری خداوند) است.

## انجیل‌های چهارگانه
چهار انجیل به چهار کتاب گفته می‌شود که پس از عروج عیسی (به باورِ مسیحیان)، چهار نفر از حواریون او آن را نوشته‌اند.
این چهار کتاب دربرگیرنده چهار روایت مختلف از زندگی عیسی مسیح هستند یا به تعبیر مسیحیان، به مانند «چهار تصویر از عیسی مسیح، ولی از زوایای مختلف» اند.
از این روست که با وجود داشتن مطالب، مفاهیم و قسمت‌های مشابه و مشترک زیاد، دارای تفاوت‌هایی نیز با یک‌دیگرند.
این چهار انجیل که در زبان فارسی به شکل جمع «اناجیل» نیز خوانده می‌شوند، عبارت اند از:
1. انجیل مَتّیٰ
2. انجیل مَرقُس
3. انجیل لوقا
4. انجیل یوحَنّا

## کتاب اعمال رسولان
کتاب اعمال رسولان شامل سرگذشت رسولان پس از عروج عیسی به آسمان است. پس از قیام عیسی مسیح از مردگان (زنده شدن دوباره او) و سپس عروج او به آسمان، برای رسولان او (حواریون) و سپس شاگردان مسیح (که بعدها مسیحی نامیده شدند)، اتفاقات زیادی رخ داد. از آن جمله است: پیوستن «متیاس» به جمع حواریون (که پس از خودکشی یهودای اسخریوطی یازده نفره شده بودند)، نازل شدن روح‌القدس در روز عید پنتیکاست (یکی از اعیاد مسیحیان) بر دوازده نفر حواری عیسی مسیح، شهادت استیفان یکی از شاگردان وفادار مسیح (سنت استفان)، ماجرای ایمان‌دار شدن پولُس قدیس و آغاز مأموریت بشارتی او برای غیر یهودیان و…شرح این حوادث در کتاب اعمال رسولان نوشته شده. این کتاب منسوب به «لوقا» (یکی از حواریون مسیح و نویسندهٔ یکی از اناجیل چهارگانه) است.

## رساله‌ها (نامه‌ها)ی حواریون مسیح
نوایمانان مسیحی و کلیساهای نوبنیاد در آغاز گسترش مسیحیت، به خاطر نبودن راهنمایی‌های ایمانی لازم، و وجود مخالفان بسیار، دچار مشکلات عمده‌ای می‌شدند. از آن جمله است: مسائل مربوط به مراسم نیایش و چگونگی برگزاری آن، پیدا شدن پیشوایان دروغین، آزار و اذیت و شکنجه و تهدید و حتی قتل ایمان‌داران توسط متعصبان یهود یا بت‌پرستان و دیگر فرقه‌های مذهبی و گاهی مأموران رومی و از این دست… هدف از نگارش این نامه‌ها هدایت این نوایمانان، یادآوری و تبیین مفاهیم کتاب مقدس و مطلع شدن از رویدادهای مناطق مختلف بود.
این کتاب دربرگیرندهٔ بخش‌های زیر است:
- رساله‌های پولس به: رومیان، اول کُرَنتیان، دوم کرنتیان، گالاتیان، اِفِسُسیان و…
- نامهٔ یعقوب
- رساله‌های پطرس
- رساله‌های یوحنا
- رسالهٔ یهودا

## کتاب مکاشفه یوحنا
این کتاب شرح سفری است که یوحنای قدیس در رؤیا و به هدایت روح‌القدس در آن به عرش خداوند دارد و در آن به توصیف عرش خداوند و جایگاه مسیح و پیش‌بینی رویدادهای روز فرجامین می‌پردازد.